# Naturschutzgebiet Allermöher Wiesen
Das Naturschutzgebiet Allermöher Wiesen liegt in den Hamburger Gemarkungen Allermöhe und Billwerder in den Marschlanden und ist ein Teil der letzten Grünverbindung (Landschaftskorridor) zwischen den Naturschutzgebieten Boberger Niederung im Norden und Die Reit im Süden.
Das Naturschutzgebiet im Südosten Hamburgs hat eine Größe von 106 Hektar. Das Gebiet besteht aus zwei Teilbereichen: den größten Teil bilden die offenen Grünlandlebensräume der Allermöher Marsch. Der kleinere Teil umfasst den ehemaligen Billwerder Bahndamm, der auch eine zweite Deichlinie zum Hochwasserschutz war, mit seinen Trockenbiotopen.

## Schutzstatus
Die Verordnung über das Naturschutzgebiet wurde am 10. Januar 2017 vom Hamburger Senat beschlossen.

## Lebensräume, Tier- und Pflanzenwelt

### Allermöher Marsch
Die Allermöher Marsch umfasst eine ca. 88 ha große, weithin offene Marschlandschaft, die durch Grünland, Beetgräben und zwei größere Flachgewässer geprägt und etwa mittig von Nordost nach Südwest von einem Hauptentwässerungsgraben durchzogen wird. Zusätzlich wird die ca. 4 ha große Fläche nördlich des Bahndamms diesem Bereich zugerechnet; diese Fläche ist als halbruderale Grasflur anzusprechen.

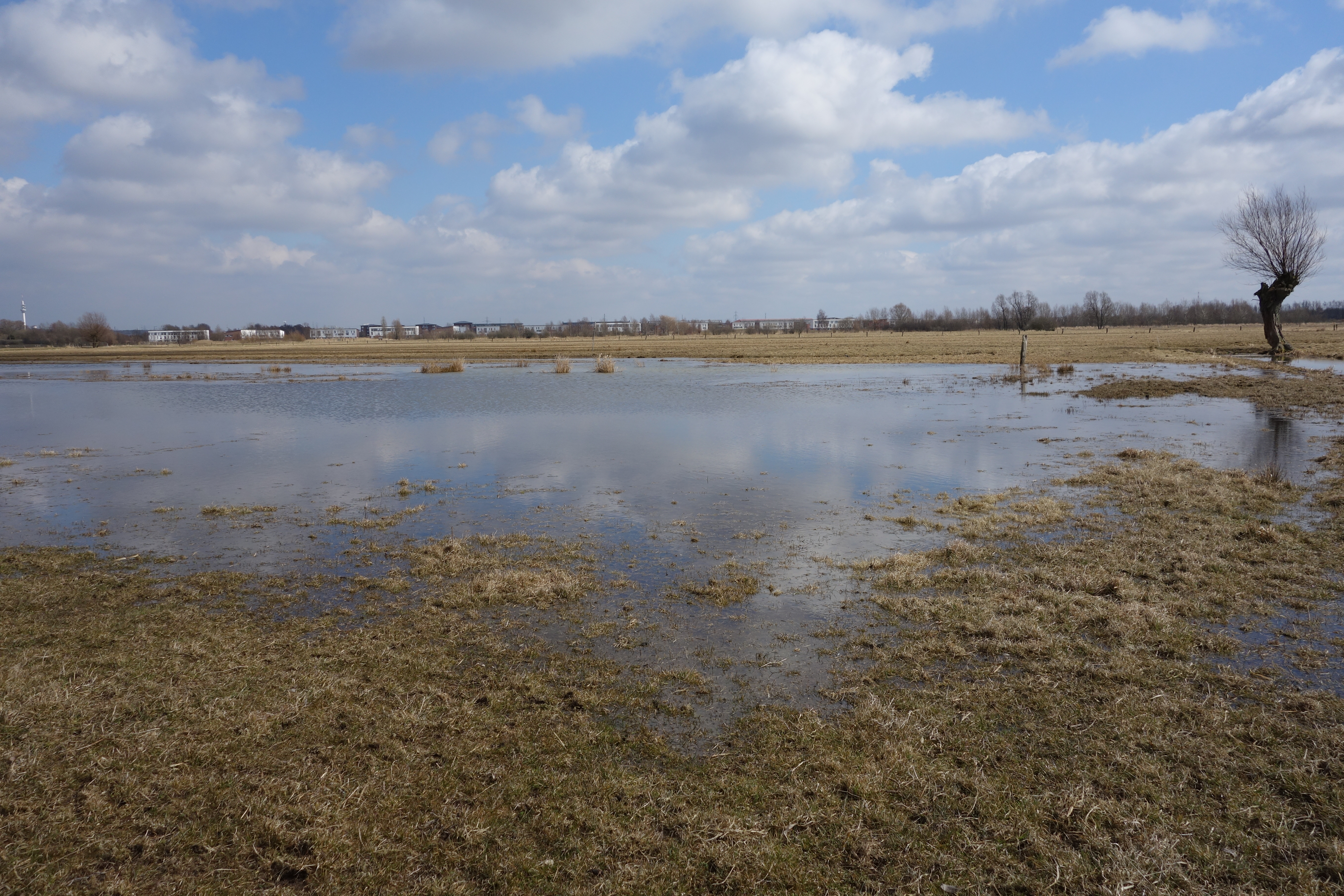
Überschwemmtes Feuchtgrünland zur Brutzeit der Wiesenvögel

Das Bodeninventar reicht von klassischer humoser Flusskleimarsch bis zum Übergang zur Organomarsch bei mäßiger bis starker Ausprägung der Beetstrukturen. Insbesondere im Kerngebiet handelt es sich um eine Bodengesellschaft mit überdurchschnittlicher Ausprägung der Archivfunktion sowie der Lebensraumfunktion nach dem Bundes-Bodenschutzgesetz. Diese wertvollen Zeugnisse der Natur- und Kulturgeschichte der Vier- und Marschlande sind als schützenswerte Kultosole einzustufen und im Hamburger Raum zunehmend selten anzutreffen.

#### Östlicher Teilbereich

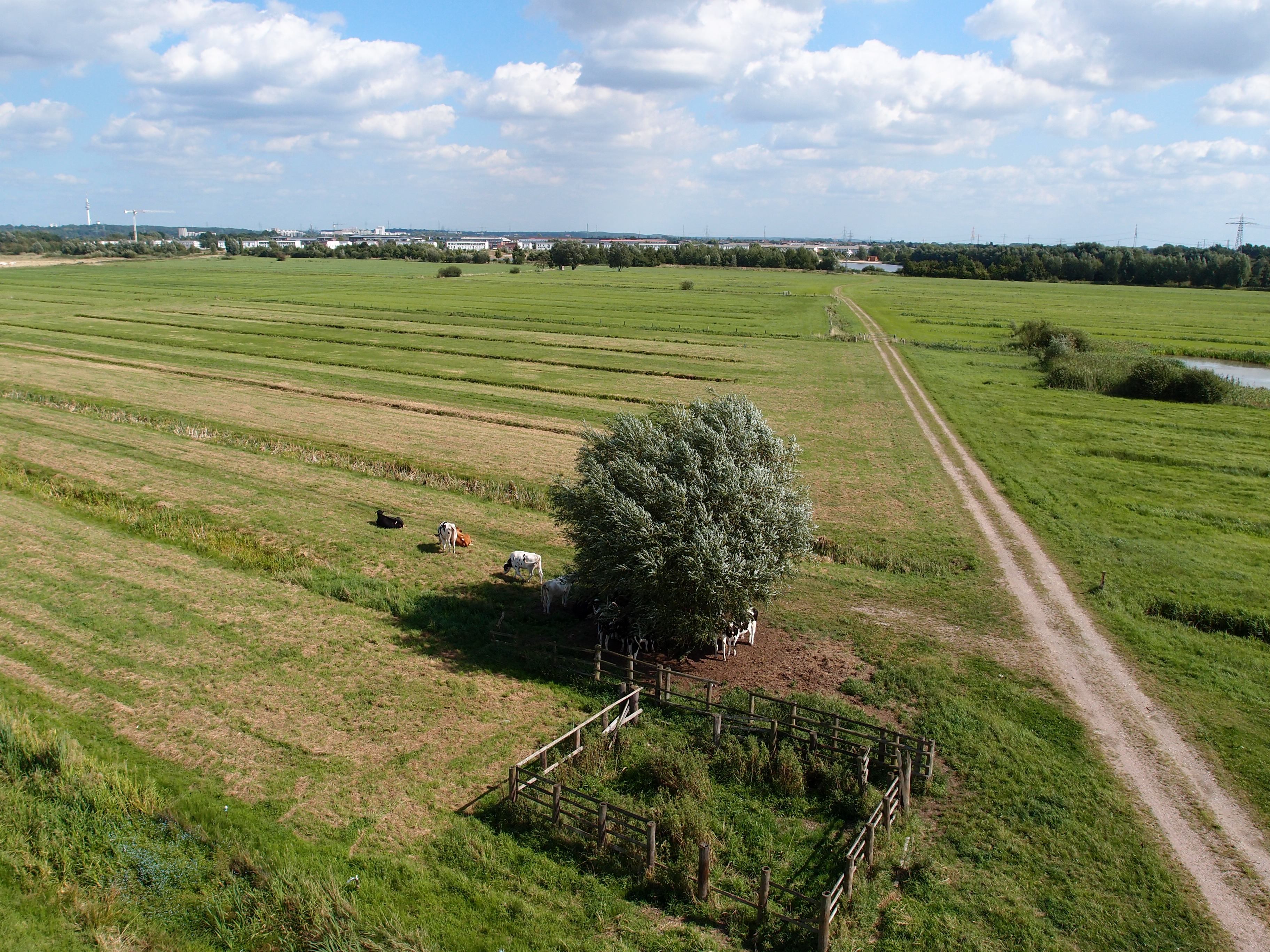
Allermöher Wiesen (Blickrichtung Osten)

Insbesondere im Bereich der offenen Marschlandschaft östlich des Hauptentwässerungsgrabens wurden seit Beginn der 1990er Jahre auf etwa 56 ha umfangreiche naturschutzrechtliche Ausgleichsmaßnahmen  für die Wohnbebauung in Allermöhe und den Huckepackbahnhof Billwerder umgesetzt. Hierzu wurden das Grabensystem auf einer Länge von 20 km wiederhergestellt, Stauanlagen eingebaut und Windpumpen zur Bewässerung installiert. Damit konnten die Wasserstände erhöht werden, was wesentlich zur naturschutzfachlichen Aufwertung der Flächen beiträgt. Die großflächige Grünlandvegetation ist oft nur schwach wachsend und damit sehr günstig als Bruthabitat für Wiesenvögel. Das Vorkommen der Wiesenvögel in Allermöhe hat sich Anfang der 1990er Jahre noch weitgehend über das gesamte, damals wesentlich weniger bebaute Areal zwischen der Hafen-Schlickdeponie Feldhofe und der Wohnbebauung im Osten verteilt. Heute konzentrieren sich sämtliche Vorkommen der meist bodenbrütenden Vogelarten des offenen Grünlands im unverbauten Landschaftskorridor des Naturschutzgebietes. Die Herrichtung der Ersatzmaßnahmen mit der Anhebung des Oberflächenwasserstandes sowie die Schaffung von Kleingewässern haben zu einer deutlichen Aufwertung des Lebensraums geführt, die sich in der Neuansiedlung von Bekassine, Krickente, Löffelente, Rotschenkel, Schilfrohrsänger und Uferschnepfe ausdrückt. Prägender Wiesenvogel ist der Kiebitz. Damit gehört der Landschaftskorridor für die Wiesenlimikolen zu den Flächen mit den höchsten Siedlungsdichten von Wiesenvögeln in Hamburg.

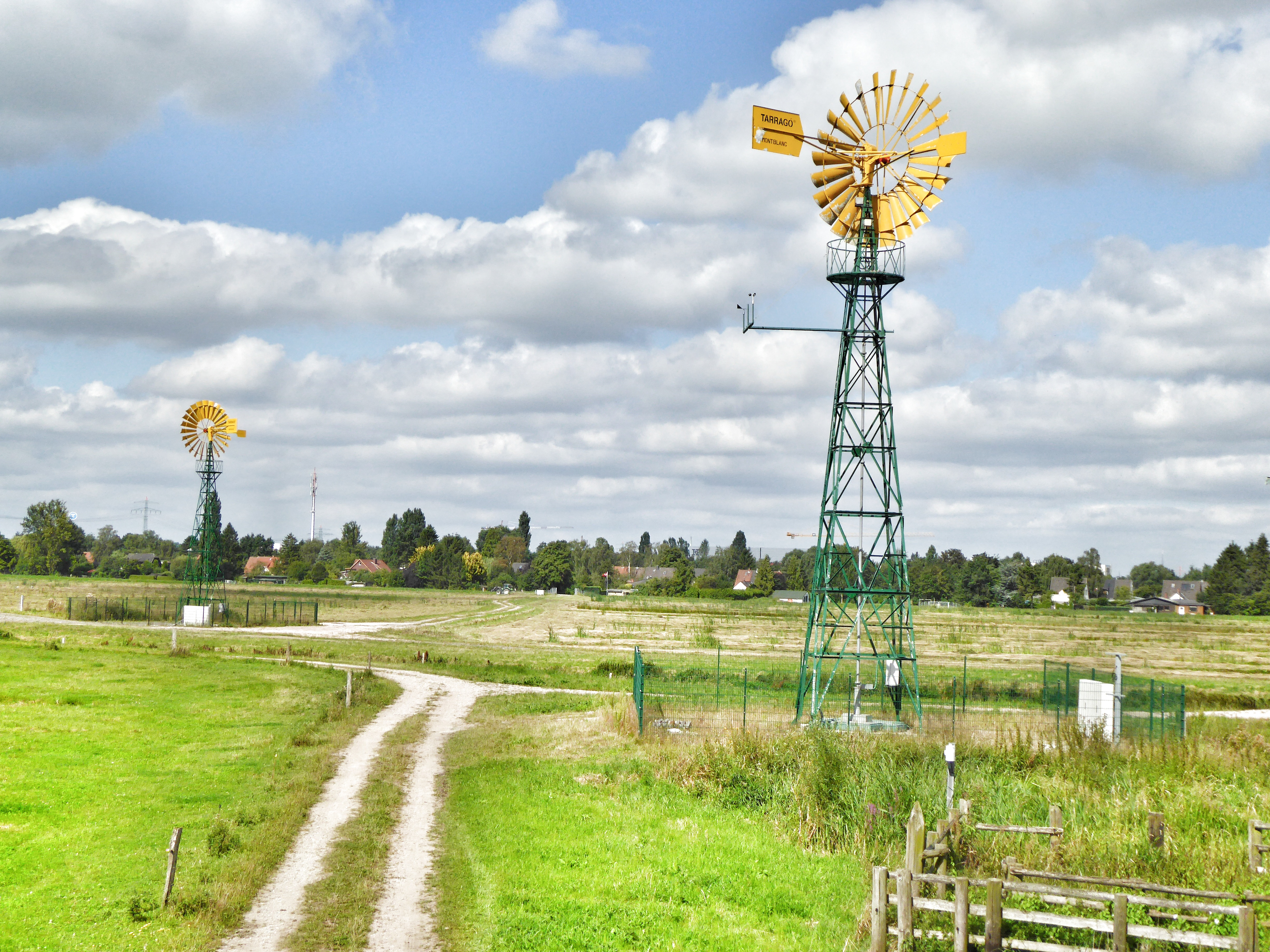
Windpumpen zur Bewässerung der Feuchtgrünlandes

Das umfangreiche Grabensystem ist neben dem Grünland die wichtigste Voraussetzung für die Vorkommen seltener und gefährdeter Pflanzen- und Tierarten im Gebiet. Lineare Gewässer wie Gräben und Wettern nehmen knapp ein Viertel des Flächenanteils ein. Dabei bieten auch die Grabenböschungen wertvolle Standorte für die Vegetation verschiedener Typen vom Niedermoor mit Röhrichten und Seggenriedern über Staudenfluren, wiesenartige Bestände bis hin zu kleineren trocken-mageren Bereichen im oberen Böschungsteil. Diese standörtliche Vielfalt ist der Grund für den außerordentlichen Artenreichtum der Gräben und die große Bedeutung, die diese als Vernetzungsachsen entfalten. An und in den Gräben des Gebietes wachsen knapp 80 % der gefundenen Pflanzenarten und sogar über 87 % der gefährdeten Pflanzenarten. Insgesamt konnten in diesem Gebiet 56 gefährdete oder gesetzlich geschützte Pflanzenarten nachgewiesen werden. Im Grünland selbst konnten insgesamt 60 Pflanzenarten nachgewiesen werden. Dies ist zwar eine relativ hohe Artenzahl. Hierbei sind jedoch nur wenige seltene Arten und gleichzeitig eine Reihe von Ruderalarten vertreten. Dies ist auf das geringe Alter der Grünlandvegetation und die frühere Intensivnutzung zurückzuführen.
Mit sechs nachgewiesenen Amphibienarten ist das Naturschutzgebiet ein wichtiger Amphibienlebensraum. Hervorzuheben sind der gute Bestand des streng geschützten Moorfrosches und das Vorkommen des ebenfalls streng geschützten Laubfrosches (beide Rote Liste 2, d. h. stark gefährdet in Hamburg), der sich aus dem starken Bestand des Naturschutzgebietes Die Reit durch Einwanderung entwickelt hat. Beide Arten sind zudem in Anhang IV der FFH-Richtlinie gelistet und unterliegen damit auch europäischen Artenschutzvorschriften. Mit dem Vorkommen dieser seltenen Arten wird die Wichtigkeit der Biotopverbundfunktion des Landschaftskorridors zwischen den Flächen südlich der Dove Elbe und der Boberger Niederung deutlich unterstrichen. Die Libellenfauna ist mit 29 nachgewiesenen Arten ausgesprochen artenreich. Besonders bedeutend ist das Vorkommen von drei vom Aussterben bedrohten Arten: Die Grüne Mosaikjungfer, die ihre Eier nur an der Pflanzenart Krebsschere ablegt, ist in Hamburg stark gefährdet und bundesweit vom Aussterben bedroht. Sie ist ebenfalls im Anhang IV der FFH-Richtlinie gelistet. Die Keilfleck-Mosaikjungfer und die Gefleckte Smaragdlibelle sind bundesweit stark gefährdet und in Hamburg vom Aussterben bedroht. Zahlreiche bedrohte und anspruchsvolle Arten wie Kleine Pechlibelle, Früher Schilfjäger und Gebänderte Heidelibelle unterstreichen die herausragende Bedeutung des Gebietes.

#### Westlicher Teilbereich

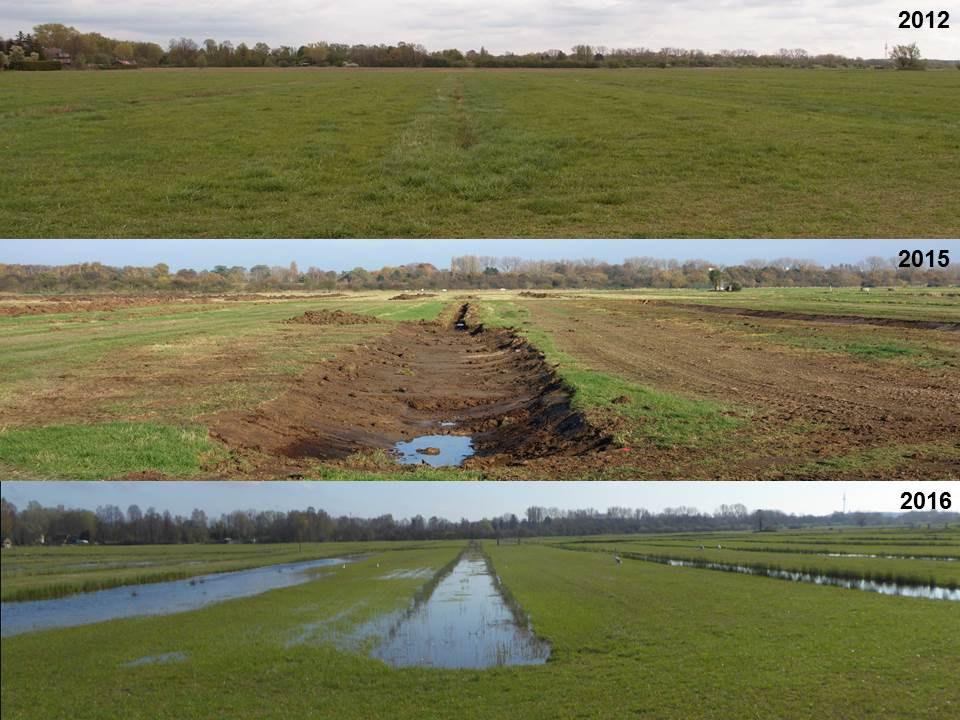
Grabenwiederherstellung im Westen im Rahmen von Ausgleichsmaßnahmen (2012–2016)

Der 40 ha große Teilbereich westlich des Hauptentwässerungsgrabens ist durch offenes Grünland geprägt. Für den Erhalt des wertvollen Wiesenvogelbestandes besitzt dieser Teil eine besondere Bedeutung – insbesondere als ergänzender Raum zur Nahrungssuche sowie als Schutz- und Pufferfläche gegenüber Störungen von außen. Eine Ausgleichsfläche im nördlichen Bereich wurde bereits in Zusammenhang mit den Flächen östlich des Hauptgrabens aufgewertet. Weitere 32 ha sind eine Ersatzmaßnahme für den vierten Abschnitt der Bundesautobahn 26, die überwiegend im November 2015 abgeschlossen werden konnten. Die Maßnahmen beinhalten die Entwicklung bzw. Wiederherstellung von Feuchtgrünland sowie die Wiederherstellung des Grabensystems mit den entsprechenden Pumpen- und Stauanlagen. Von diesen Instandsetzungsarbeiten profitiert die Tierwelt sehr unmittelbar, so dass hier zeitnah ähnliche Entwicklungen wie auf den östlich angrenzenden Flächen zu erwarten sind.

#### Fläche nördlich des Bahndamms

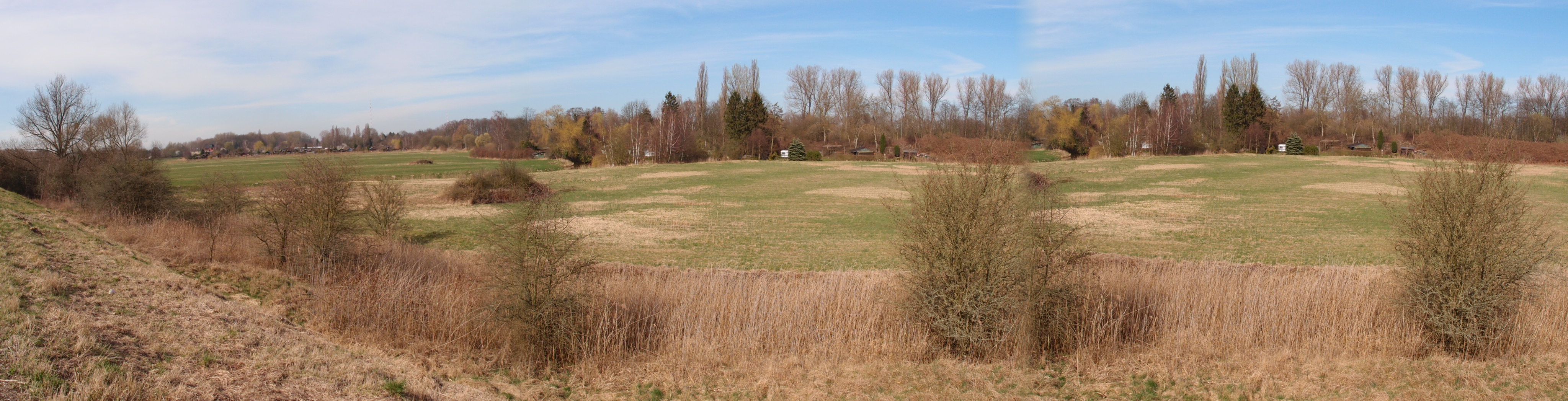
Nördlich des Billwerder Bahndamms

Bei der ca. 4 ha großen Fläche nördlich des Alten Billwerder Bahndamms handelt es sich um eine festgesetzte Ausgleichsfläche für den Huckepackbahnhof Billwerder. Die halbruderale Grasflur ist naturnah entwickelt, ungestört und hat eine hohe Anzahl von Feuchtezeigern.

#### Geschichte des Hauptentwässerungsgrabens
Die tiefe Lage der Allermöher Marsch erforderte für eine Bewirtschaftung eine Entwässerung. Ursprünglich suchte man durch geschickte Ausnutzung des Tidestroms das Wasser aus den Beetgräben über Siele und Schleusen aus dem Binnenland in die Elbe zu leiten. Seit 1595 waren in Billwerder Schöpfwerke bekannt. 1780 wurde auf Betreiben des Landvogts Odemann die erste Mühle mit archimedischer Schnecke in Billwerder erbaut, wofür er von der Patriotischen Gesellschaft ausgezeichnet wurde. Im Bereich des Naturschutzgebietes sind in der Karte der Preußischen Landesaufnahme von 1880 fünf Windmühlen und ein Hauptentwässerungsgraben südlich der Landscheide in Ostwestrichtung dargestellt, der über Moorfleet in die Dove Elbe führt. Durch den Bau des Bahndammes soll es zu Beeinträchtigungen der Leistungsfähigkeit der Windmühlen gekommen sein. 1887 bis 1889 wurde dann zur Entwässerung von Allermöhe und Billwerder beim Tiefstackkanal eine Dampfentwässerungsanlage gebaut, die mit dem nördlichen und südlichen Bahngraben verbunden war. Durch die sturmflutsichere Aufhöhung der Billwerder Marsch für Industriezwecke bis an den Unteren Landweg und den Bau des Tidekanals wurde das Pumpwerk von der Marsch getrennt. Daher erfolgte 1914 der Neubau eines Gebäudes am Allermöher Deich, in dem die Pumpenanlage aus Tiefstack wieder aufgestellt wurde. Damit verbunden war die Herstellung eines 14 m breiten neuen Hauptentwässerungsgrabens bis an den Bahndamm und der Bau eines Durchlasses unter dem Damm zur Verbindung des Nördlichen und Südlichen Bahngrabens.

### Alter Billwerder Bahndamm

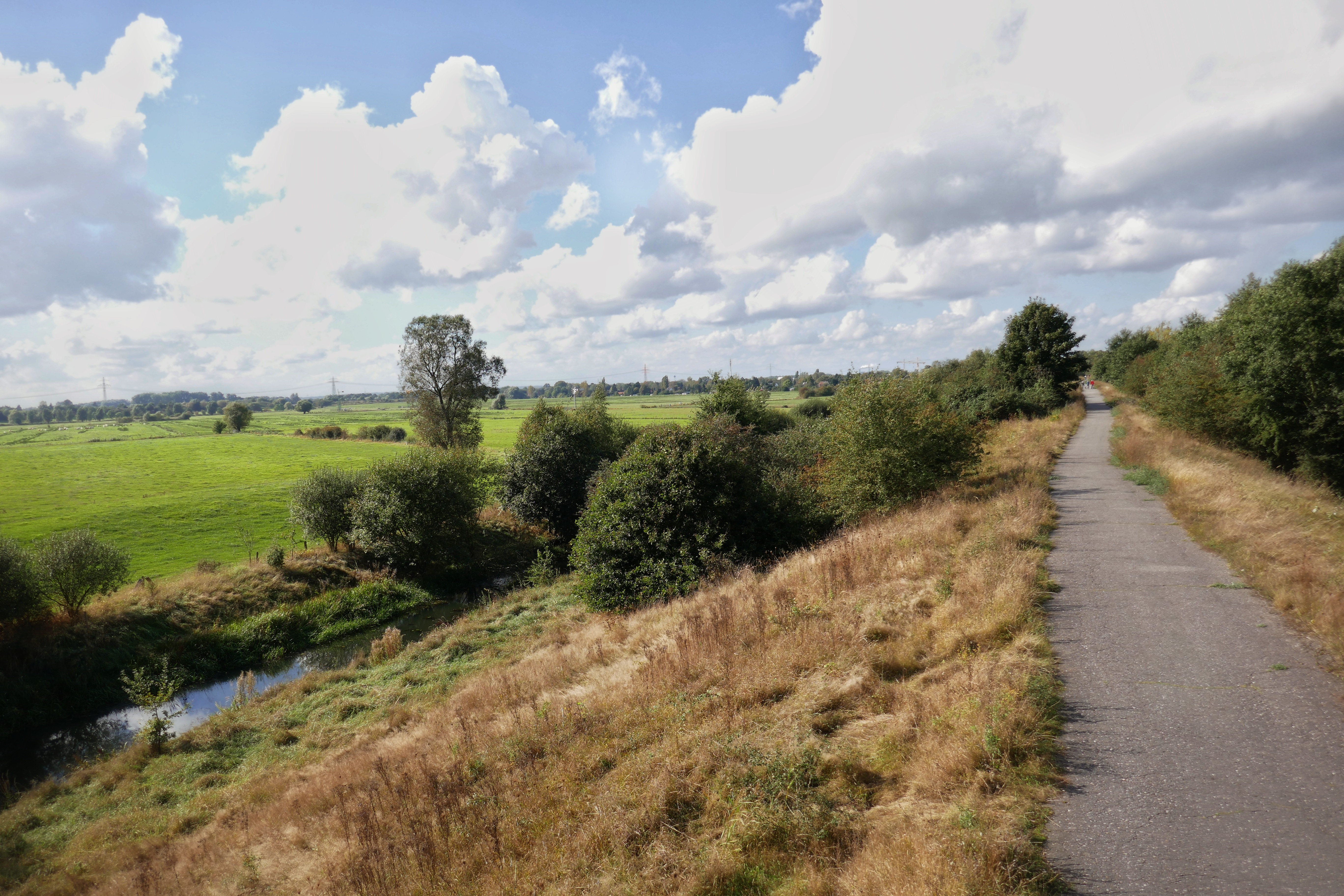
Alter Billwerder Bahndamm (Ostseite)

Der knapp 10 ha große und 2.800 m lange Alte Bahndamm in Billwerder ist eine über 120 Jahre alte, anthropogene Landschaftsstruktur, die durch ihre stadtklimatische Lage in der Elbmarsch am Rand des Ballungsraums, durch die spezifischen Substrat- und Reliefeigenschaften und die geringe gegenwärtige Nutzung ein hoch wertvoller Lebensraum für Pflanzen- und Tierarten von Trockenbiotopen geworden ist. Zudem ist er eine historisch interessante Kombination von Hochwasserschutz- und Bahnanlage, deren Gleisanlage bereits vor dem Zweiten Weltkrieg entfernt wurde.
Zu großen Teilen wird der Bahndamm von einer ruderalen Grasflur aus Reitgras und anderen Gräsern bedeckt. Vor allem in der Kontaktzone zu den Gehölzen wachsen außerdem Hochstaudenfluren unterschiedlicher Zusammensetzung. Insgesamt wurden 79 verschiedene Gräser und Kräuter in dieser Grasflur gefunden, von denen elf Arten in Hamburg gefährdet sind.
Auf dem westlichen Abschnitt des Alten Billwerder Bahndamms wächst kleinflächig der in Hamburg vom Aussterben bedrohte Goldhafer. Unter den gefährdeten Arten innerhalb der ruderalen Grasflur ist außerdem die in Hamburg stark gefährdete Bärenschote hervorzuheben.

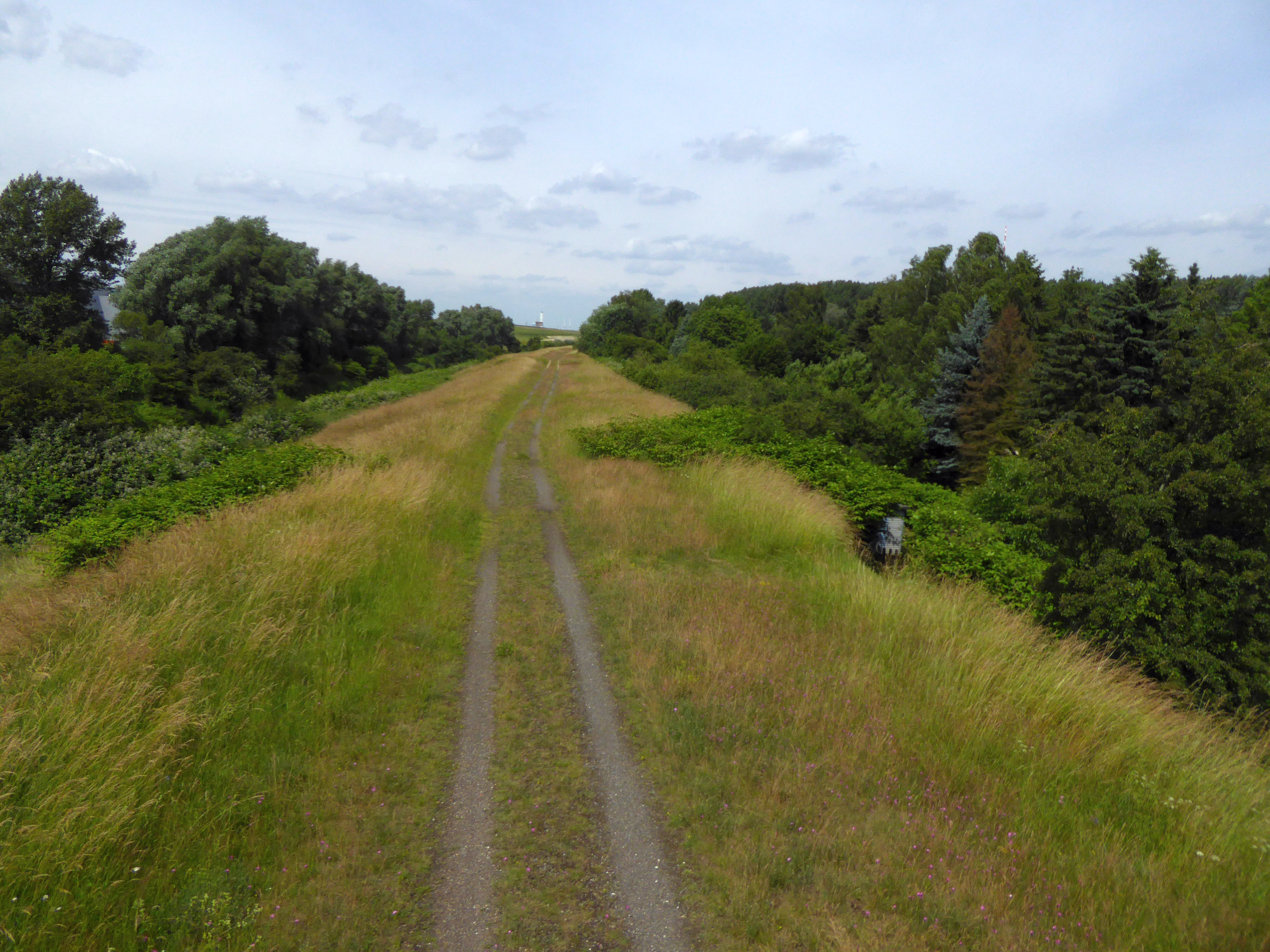
Alter Billwerder Bahndamm (Westseite)

Entlang des Weges auf der Dammkrone haben sich mehr oder weniger breite Trockenrasen ausgebildet, die einen hohen Anteil gefährdeter Arten enthalten, darunter allein vier in Hamburg vom Aussterben bedrohte Pflanzen, nämlich die Fieder-Zwenke, die Aufrechte Trespe, die Kartäusernelke und der Wiesenhafer. Für den Wiesenhafer, der ebenso wie die Aufrechte Trespe vor allem auf dem östlichen Abschnitt des Alten Bahndamms vorkommt, ist es der einzige Standort in ganz Hamburg. Die Art zählt im gesamten norddeutschen Raum zu den bedrohten Pflanzenarten. Für die beiden anderen Rote-Liste-1-Arten, Fieder-Zwenke und Karthäuser-Nelke, stellen die Populationen auf dem Alten Billwerder Bahndamm eines der größten Hamburger Vorkommen dar.
Im Gegensatz zu allen anderen Trockenrasen in Hamburg gehört der des Alten Billwerder Bahndamms nicht zu den mehr oder weniger sauren Sandmagerrasen, sondern zu den in ganz Norddeutschland seltenen Kalkmagerrasen.

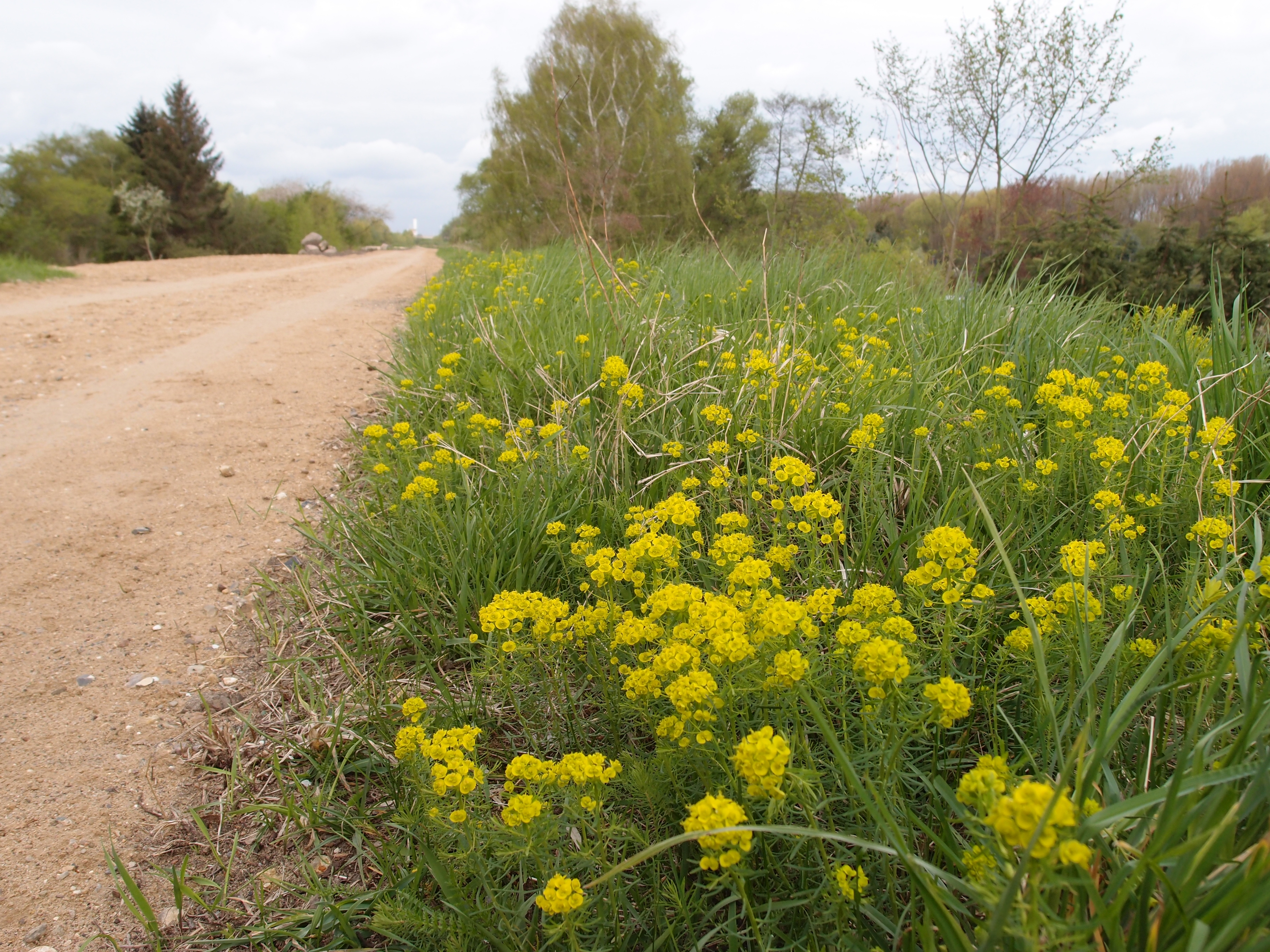
Zypressen-Wolfsmilch auf der ehemaligen Bahndammkrone

Die Behörde für Umwelt und Energie hat nach der Erfassung der Tier- und Pflanzenwelt ein Entwicklungs- und Pflegekonzept für den Alten Billwerder Bahndamm erarbeitet und seit 2010 eine wesentliche Reduzierung des Gehölzbestandes durchgeführt sowie eine Pflegemahd organisiert.
Zusammenfassend ist die Vegetation des Alten Billwerder Bahndamms mit 142 verschiedenen Pflanzenarten, von denen 33 in Hamburg auf der Roten Liste der gefährdeten Arten stehen, differenziert zu bewerten: Die Trockenrasen sind als Lebensraum extrem seltener Pflanzen ebenso wie als Vegetationsbestand insgesamt von herausragendem Wert für die Hamburger Flora und auch im norddeutschen Vergleich von besonderer Bedeutung. Die ruderale Grasflur ist artenreich und als standorttypische Vegetation wertvoll. Die Gehölzbestände stellen hingegen durch Beschattung und Nährstoffakkumulation eine Beeinträchtigung der wertvollen Biotope des ehemaligen Bahndamms dar. Ohne gezielte Pflegemaßnahmen drohen die hoch wertvollen Trockenrasen im Laufe der natürlichen Sukzession verloren zu gehen. Vergleiche mit früheren Kartierungen zeigen, dass einzelne seltene Arten, wie das Zittergras, bereits verschwunden sind.
Für die Fauna des Alten Billwerder Bahndamms sind vor allem Trockenheit und Wärme liebende Arten wertbestimmend. Insbesondere für verschiedene Insektengruppen stellt dieser Bereich einen sehr wertvollen Lebensraum dar.
Von ganz herausragender Bedeutung ist der Alte Billwerder Bahndamm für Wildbienen und Wespen. Seit 2009 konnten in zwei Untersuchungsjahren 153 verschiedene Arten nachgewiesen werden, darunter neun Arten, die erstmals in Hamburg gefunden wurden. 54 Arten stehen auf der Roten Liste (inkl. Vorwarnstufe). Damit übertrifft er sogar das Naturschutzgebiet Boberger Niederung mit 146 erfassten Arten. Die hohe Bedeutung des Alten Bahndamms für diese Insektengruppe zeigt sich auch daran, dass rund ein Drittel der vorhandenen Arten in Norddeutschland oder deutschlandweit gefährdet sind. Darunter befinden sich fünf Sandbienen-Arten, die im benachbarten Schleswig-Holstein oder Niedersachsen noch nicht erfasst wurden oder ausgestorben sind (Rote Liste 0), und acht Arten, die dort als vom Aussterben bedroht (Rote Liste 1) eingestuft werden. Der Alte Billwerder Bahndamm zählt damit zu den bedeutendsten Lebensräumen für Wildbienen und Wespen im norddeutschen Raum. Er ist zudem gekennzeichnet durch eine bemerkenswert eigenständige Ausprägung des Artenbestandes und hat eine sehr hohe Bedeutung im Hinblick auf den Erhalt der lokalen Artenvielfalt. Die Sicherung und gezielte Entwicklung reichstrukturierter, blütenreicher Saumbiotope ist für diese Insekten von großer Bedeutung.
Bei den Heuschrecken wurden 15 verschiedene Arten gefunden, von denen drei in Hamburg auf der Roten Liste zu finden sind, darunter der stark gefährdete Heidegrashüpfer, der im benachbarten Naturschutzgebiet Boberger Niederung noch ein kleines Vorkommen hat. Der Heidegrashüpfer ist ein Indikator trocken-warmer Verhältnisse mit einer spezifischen, von Obergräsern geprägten Vegetationsstruktur. Er stellt daher an die Entwicklung und Pflege spezifische Anforderungen hinsichtlich einer gezielten Mahd und der Schaffung offener oder vegetationsarmer Bodenbereiche.
Weiterhin wurden 20 Tagfalterarten festgestellt, wovon 5 Arten in Hamburg auf der Roten Liste stehen. Hervorzuheben ist das Vorkommen des Dunkelbraunen Bläulings, dessen Raupen als Nahrungspflanze die Bestände des Storchschnabels auf dem Bahndamm nutzen.
Zudem konnten insgesamt 352 Käferarten erfasst werden, von denen 48 in den Roten Listen Schleswig-Holsteins oder der Bundesrepublik geführt werden. Für die Rüsselkäferart Eusomus ovulum gelang hier sogar ein Erstnachweis für den Raum Hamburg/Schleswig-Holstein.
Als weitere Besonderheit im Rahmen der faunistischen Erhebungen wurden Vorkommen der vom Aussterben bedrohten Zauneidechse und der ebenfalls vom Aussterben bedrohten Haselmaus festgestellt. Beide Arten werden in Anhang IV der FFH-Richtlinie geführt. Das gemeinsame Vorkommen der beiden Wirbeltierarten verweist auf die hervorragende Bedeutung, die der Alte Bahndamm für den Naturschutz in Hamburg hat.

#### Geschichte des Billwerder Bahndamms
Der Alte Billwerder Bahndamm verläuft in der Trasse der 1842 eröffneten Hamburg-Bergedorfer Eisenbahn. Die Gleise wurden auf einem zwischen 0,90 bis 1,50 m hohen und in der Dammkrone 8,10 m breiten Erddamm mit Schotterbett geführt. Der Boden hierfür wurde aus den beiderseitig gebauten Entwässerungsgräben gewonnen.

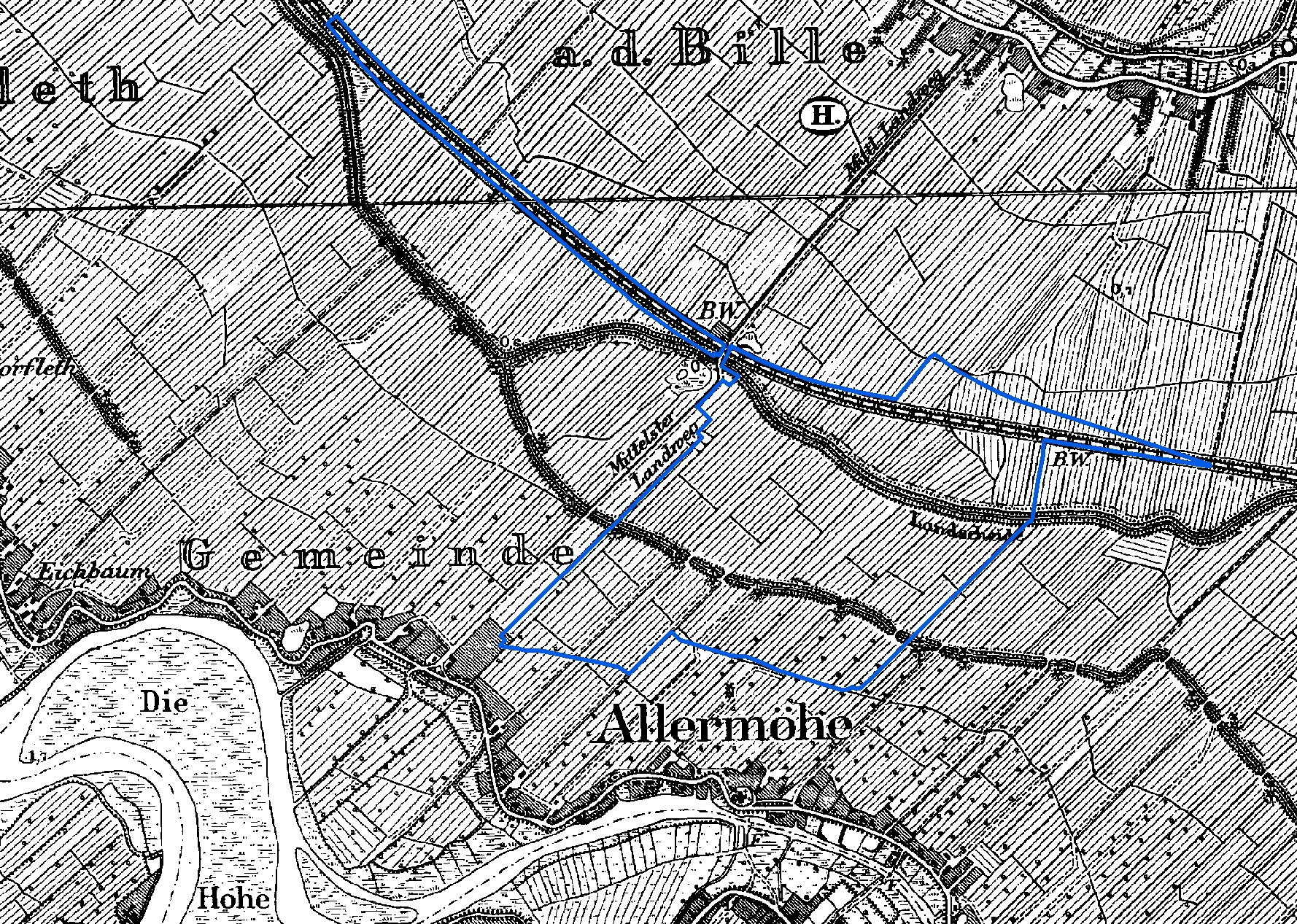
Preußische Landesaufnahme von 1880 (Schutzgebietsgrenze: blaue Linie)

Nach dem hohen Frühjahrshochwasser der Elbe 1876 mit starken Deichbeschädigungen durch Eisgang wurde die Gefahr gesehen, dass die damals wichtigen baulichen Erschließungsgebiete für Fabriken und Wohnungen in Hammerbrook und am Billwerder Ausschlag durch Überschwemmung betroffen wären. In einem solchen Fall wären auch die wichtigen Verkehrs- und Handelsbeziehungen durch eine Unterbrechung des Eisenbahnbetriebes gefährdet. Daher wurden Planungen aufgenommen, durch eine Erhöhung und Verbreiterung des Bahndammes zwischen Rothenburgsort und Bergedorf die genannten Gebiete einschließlich der nördlich davon liegenden Niederungsbereiche sowie den Bahnbetrieb zu schützen. Die Bauausführung erfolgte zwischen 1886 und 1890. Um den laufenden Betrieb aufrechtzuerhalten, wurde der neue Bahndamm direkt nördlich der bestehenden Bahnstrecke gebaut.

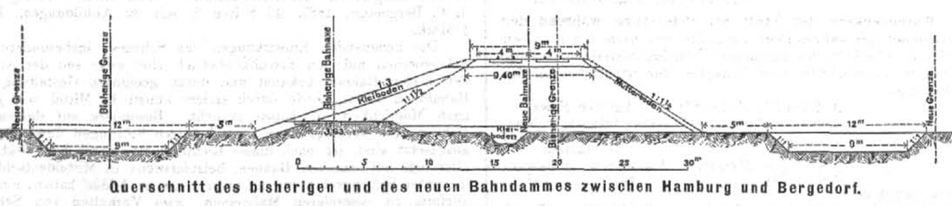
Billwerder Bahndamm: technische Schnittzeichnung von 1887

Die Höhenlage wurde nach der damals gesetzlich bestehenden Deichhöhe mit + 5,66 mNN festgelegt, die Dammkrone erhielt eine Breite von 9 m, der Dammfuß von knapp 35 m. Der neue Bahndamm wurde auf einer mit Kleiboden geschaffenen Ebene auf Höhe des alten Bahndammes zunächst als Sanddamm mit einer beidseitigen Böschung von 1:1,5 hergestellt. Hierzu wurden 1.240.000 m³ Sand direkt an der bis zu 18 m hohen Geestkante der Boberger Niederung mit einem Spezialbagger gewonnen und mit einer Kippwagenbahn an den Bahndamm transportiert. Der sehr feinkörnige Sand führte dazu, dass selbst bei mäßigen Winden der Bahnkörper in einer Sandwolke gehüllt wurde, die die Maschinen stark angriff und die Reisenden erheblich belästigte. Zudem kam es westlich und östlich des Mittleren Landweges auf 2.800 m der Nordseite und 500 m der Südseite zu einem Baugrundbruch, der durch weitere Sandschüttungen aufgefüllt wurde. Die Südseite wurde dann zum Hochwasserschutz mit einer 1:3 Kleibodendecke von 70 cm Stärke geschützt, auf der Nordseite erfolgte auf der 1:1,5 Böschung eine Abdeckung mit 20 cm Mutterboden. Das Material für den Dammuntergrund und die Böschungsabdeckungen wurde aus dem Bau der 12 m breiten Entwässerungsgräben an der Süd- und Nordseite des Bahndammes gewonnen.
Am Mittleren Landweg erfolgte mit Rampen ein Übergang in Gleishöhe. Später, wohl Ende der 1920er Jahre, wurde nach Aufgabe der Gleise der Landweg wieder um ca. zwei Meter auf die heutige Lage abgesenkt. Ende der 1920er Jahre wurde der nördliche Bahndamm im Rahmen des Baus des Verschiebebahnhofs zur Streckenbegradigung und für eine Trennung von Fern- und Nahverkehr für vier Gleise neu gebaut, deren viergleisige Verlegung erst 1959 erfolgte. Am nördlichen Bahndamm erfolgte 1928 der Bau der S-Bahn-Station Mittlerer Landweg. Zu diesem Zeitpunkt wurde wahrscheinlich der Eisenbahnbetrieb auf dem südlichen Bahndamm aufgegeben.
Im Rahmen von Gleisausbauarbeiten der Bundesbahndirektion Hamburg wurde auf dem westlichen Teil des Bahndamms mit Bauschutt und einer asphaltierten Decke eine Baustraße errichtet. Die 1993 festgestellte bauliche Anlage verstieß aufgrund des geschützten Trockenrasens gegen bestehendes Naturschutzrecht. Ein Rückbau erfolgte nicht.

## Erreichbarkeit und Wegeführung
Das Schutzgebiet kann über den Mittleren Landweg, die Siedlung Neu-Allermöhe oder vom Süden über den Allermöher Deich erreicht werden. Für einen Rundweg bietet sich ein Start von der S-Bahn-Haltestelle Mittlerer Landweg an: Der Billwerder Bahndamm quert 450 m südlich der Station die Straße Mittlerer Landweg. Der westliche Teil kann über einen Schotterweg begangen werden. Auf dem östlichen Abschnitt führt ein asphaltierter Weg, der weite Einblicke ins Schutzgebiet ermöglicht, bis zum Straßenbeginn Felix-Jud-Ring / Walter-Rudolphi-Weg. Von hier aus dem Felix-Jud-Ring 150 m südlich folgen, rechts in die Otto Grot-Straße biegen und bis an das Ende der Sackgasse gehen. Dort beginnt ein Weg in der Parkanlage. Diesem Weg in Richtung Westen 200 m bis an die Grenze das Naturschutzgebietes folgen. Hier links dem Wanderweg in Richtung Süden folgen, der am Mövenfleet westlich bis zum Hauptentwässerungsgraben Allermöhe führt. Hier trifft man einem gut ausgebauten Wirtschaftsweg, dem man südlich unter der Autobahn bis zum Allermöher Deich folgt. An der Straße befindet sich etwas links vom Ende des Wirtschaftsweges die Haltestelle Pumpwerk Allermöhe der Buslinie 321. Der Straße Allermöher Deich folgt man rechts auf 800 m bis zum wiederum rechts beginnenden Mittleren Landweg. Ein Fuß- und Radweg ist am viel befahrenen Allermöher Deich nur einseitig auf 400 m im Bereich der Autobahn vorhanden. Der Mittlere Landweg ist im folgenden Bereich als Anliegerstraße mit Fußweg ausgestattet. Der Rundweg hat eine Länge von 7 km.